# Kevin Strootman
Kevin Strootman (wym. /ˈkɛ.vɪn ˈstroʊ̯t.mɑn/ ur. 13 lutego 1990 w Ridderkerk) – holenderski piłkarz, występujący na pozycji pomocnika we włoskim klubie Genoa CFC, do którego jest wypożyczony z Olympique Marsylia. Były reprezentant Holandii.

## Kariera klubowa
Karierę piłkarską Strootman rozpoczął w amatorskim klubie Rijsoord. W 2007 odszedł do Sparty Rotterdam, grającej w pierwszej lidze. W niej zadebiutował 15 lutego 2008 w przegranym 2:6 wyjazdowym spotkaniu z Ajaksem Amsterdam. Swojego pierwszego gola w Eredivisie strzelił 30 listopada 2008 w meczu z NAC Breda (4:0). W 2010 roku spadł ze Spartą z Eredivisie do Eerste Divisie. Na początku 2011 roku Strootman odszedł ze Sparty do FC Utrecht. W nowym klubie po raz pierwszy wystąpił 19 stycznia 2011 w zwycięskim 2:1 wyjazdowym meczu z VVV Venlo. 29 czerwca 2011 podpisał pięcioletni kontrakt z PSV Eindhoven. Latem 2013 roku został zawodnikiem Romy, z którą związał się pięcioletnią umową. W ciągu 5 lat w zespole rozegrał w Serie A 102 mecze, w których zdobył 10 bramek i zaliczył 17 asyst, a w pozostałych rozgrywkach rozegrał w barwach Giallorossich 29 meczów, w których zdobył 3 gole i 3 asysty.
28 sierpnia 2018 oficjalna strona internetowa francuskiego Olympique'u Marsylia ogłosiła, że Strootman podpisał z klubem 5-letni kontrakt. Według różnych źródeł kwota transferu opiewała na 25 milionów euro. Debiut we francuskim klubie zaliczył 2 września 2018 roku w wygranym 3:2 spotkaniu z AS Monaco. Natomiast pierwszego gola w Ligue 1 zdobył 16 stycznia 2019 roku w przegranym 2:1 spotkaniu z Saint-Étienne. Strootman wpisał się na listę strzelców w 16. minucie, dając prowadzenie swojemu klubowi.

## Kariera reprezentacyjna
W swojej karierze Strootman grał w młodzieżowych reprezentacjach Holandii, w różnych kategoriach wiekowych: w U-18, U-19 i U-21. W dorosłej reprezentacji Holandii zadebiutował 9 lutego 2011 w wygranym 3:1 towarzyskim meczu z Austrią.